# Квинт Цецилий
Квинт Цецилий (на латински: Quintus Caecilius; * ок. 475 пр.н.е.) e народен трибун през 439 пр.н.е. на Римската република.